# ウィリアム・ハミルトン (好古家)
ウィリアム・ハミルトン（英語: William Hamilton、1630年代 – 1724年）は、スコットランド出身の好古家。著作に『Account of the Shyres of Renfrew and Lanark』（レンフルーとラナーク2州の記述）がある。

## 生涯
ウィリアム・ハミルトン（William Hamilton、1636年没、ジョン・ハミルトンの息子）とビアトリクス（Beatrix、旧姓ダグラス（Douglas、ジェームズ・ダグラスの娘）の三男として、1630年代に生まれた。兄ジェームズ（1654年までに没）とジョン（1666年没）が息子のないまま死去したため、ウィリアムは1666年にラナークシャーにおけるウィショーの地所を継承した。
弁護士業に向けた教育を受け、1662年よりエディンバラで法廷外弁護士（Writer to The Signet）として開業した。好古家と系譜学者としての名声があり、同時代の歴史学者・系譜学者ジョージ・クロフォードはハミルトンを「名高い好古家」（that fam'd antiquary）と呼称したほか、好古家アレクサンダー・ニスベットは著作『紋章学の制度』（System of Heraldry、1722年）でハミルトンに恩義を感じると記述している。
現存する著作は『Account of the Shyres of Renfrew and Lanark』（レンフルーとラナーク2州の記述）という手稿（スコットランド国立図書館所蔵）1件のみであり、その成立時期は1696年から1710年までとされる。クロフォードとニスベットにとってこの著作は参考になったが、著作自体は長らく手稿のまま出版されず、1831年にウィリアム・マザーウェルの編集を経てメイトランド・クラブから出版された。
1724年に死去、1人目の妻との間の息子ロバートの息子ウィリアムが領地を継承した。

## 著作
- Hamilton, William (1831). Descriptions of the Sheriffdoms of Lanark and Renfrew (英語). Glasgow: Hutchison and Brookman.

## 家族
1660年にいとこにあたるアン・ハミルトン（Anne Hamilton、1671年没、ジョン・ハミルトンの娘）と結婚、6男1女をもうけた。
- ウィリアム（1661年5月4日 – 1724年以前） - 生涯未婚[3]
- ロバート（1664年7月6日 ウィショー – 1724年までに没） - 1686年にジーン・ハミルトン（Jean Hamilton、ロバート・ハミルトンの長女）と結婚、5男をもうけた[3]。
  - ウィリアム - 早世[3]
  - ウィリアム（1690年2月2日 – 1756年4月16日） - 1724年に祖父からウィショーの地所を継承した[1]。ウィリアムの息子ロバート（1731年5月3日 – 1784年3月27日）はベルヘイヴン＝ステントン卿位の継承規定に基づき1777年に爵位を継承したが、爵位の称号を使用したことはなく、その息子ウィリアム（1765年1月13日 – 1814年10月29日）がはじめて爵位の称号を使用した[3]
  - ロバート（1691年3月3日 – 1765年7月13日） - 1721年3月9日、セシル・ボーランド（Cecil Borland、1765年までに没、フランシス・ボーランドの娘）と結婚、3男2女をもうけた[3]
  - ジョン（1692年9月27日[3] – ?）
  - ジェームズ（1700年9月25日 – 1769年11月28日埋葬） - 1736年11月10日にアンドルー・ベイリー（Andrew Baillie）の娘（1758年4月22日埋葬。名はヘレン（Helen）かネリー（Nellie）とされる）と結婚、5男をもうけた。その後、エリザベス・カニンガム（Elizabeth Cunningham、ウィリアム・カニンガムの娘）と再婚[3]
- ジェームズ（1666年1月10日 エディンバラ – ?） - 子供なし[3]
- アーチボルド（1667年1月22日 エディンバラ – ?） - ハミルトン氏（Miss Hamilton）と結婚、子供あり[3]
- ジョン（1667年11月30日 エディンバラ – ?） - 子供なし[3]
- トマス（1669年10月9日 ウィショー – ?） - 早世[3]
- マーガレット - クリーランド氏（Cleland）と結婚[3]

1676年8月31日、メアリー・アースキン（Mary Erskine、1694年没、第19代マー伯爵ジョン・アースキンの息子サー・チャールズ・アースキンの娘）と再婚、5男6女をもうけた。
- ヘレン - 1694年3月31日、アンドルー・ベイリー（Andrew Baillie）と結婚、1男1女をもうけた[3]
- チャールズ（1678年12月17日 – ?） - 1699年、ユーフェミア・ハミルトン（Euphemia Hamilton、初代準男爵サー・アーチボルド・ハミルトンの娘）と結婚、2男2女をもうけたが、息子ウィリアム（1700年12月28日 – ?）とアーチボルド（1703年1月7日 – ?）は早世した[3]
- ジョン（1680年11月30日 – 1757年1月25日 エディンバラ） - ジャコバイト[3]。ジーン・ガースショア（Jean Garthshore）と結婚、2女をもうけた[3]
- キャサリン（1682年5月13日 – 1758年3月3日） - デイヴィッド・ピトケアン（David Pitcairn、1674年ごろ – 1757年4月18日）と結婚、子供あり[3]
- ウィリアム（1685年8月5日 – 1754年1月15日） - 弁護士。ヘレン・ヘイ（Helen Hay、デイヴィッド・ヘイの娘）と結婚、2男をもうけたが、長男ロバート（1724年 – 1737年）は早世した[3]。ウィリアム・ジェラード・ハミルトン（英語版）の父[3]
- トマス（1687年8月13日 – 1758年以前） - 陸軍士官、生涯未婚[3]
- メアリー - デイヴィッド・バルフォア（David Balfour、サー・マイケル・バルフォアの息子）と結婚、子供なし[3]
- クリスチャン - 早世[3]
- アン（1692年2月11日 – ?） - ジェームズ・ボグル（James Bogle）と結婚、子供あり[3]
- アレクサンダー（1693年5月21日 – 1781年） - 1人目の妻フランシス・ダルゼル（Frances Dalzell）との間に子供はいなかった[3]。2人目の妻バーバラ・リリー（Barbara Lilley）との間で5男をもうけ、うち四男アレクサンダーは夭折、次男ジョン・ロバートと五男アレクサンダー・リリーは早世した[3]。三男はコルチェスター大執事（英語版）アンソニー・ハミルトン（英語版）（1739年 – 1812年[3]）